# Jang Won-seok
Đây là một tên người Triều Tiên, họ là Jang.
Jang Won-Seok (tiếng Hàn: 장원석; sinh ngày 16 tháng 4 năm 1986) là một cầu thủ bóng đá Hàn Quốc thi đấu cho đội bóng tại K League 2 Daejeon Citizen.